# سن لاروی

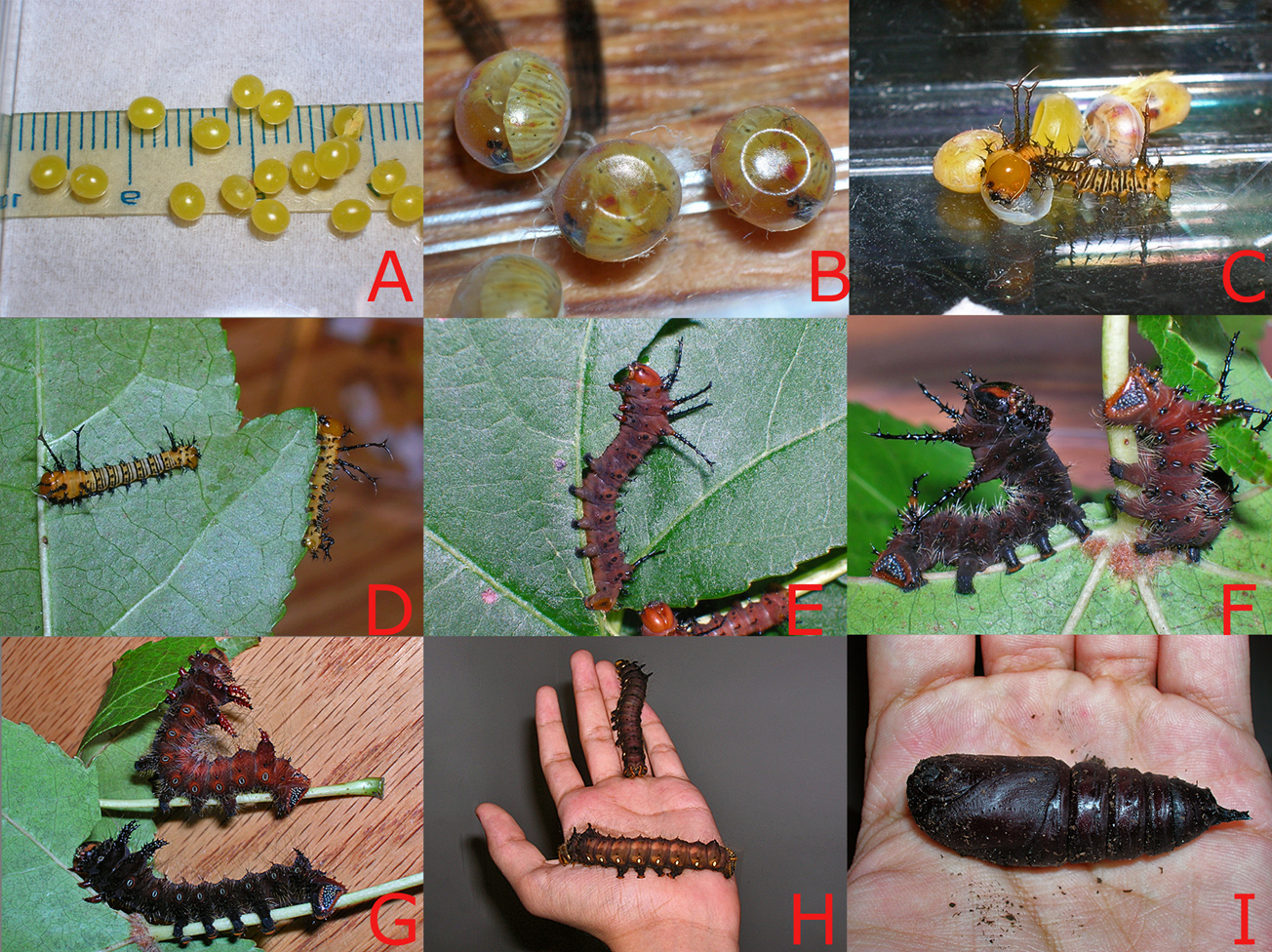
رشد پروانه پادشاهی (Eacles imperialis) از تخم تا شفیره، نشان‌دهندهٔ همهٔ سنین مختلف

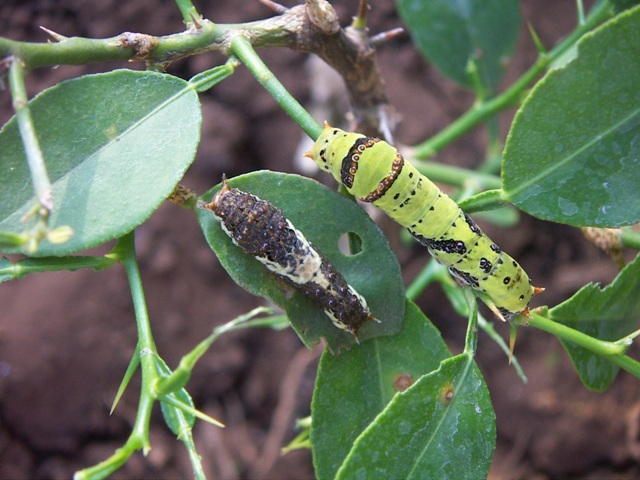
دو سن از یک کاترپیلار از Papilio polytes

یک سن لاروی یا لارو پوست‌انداز یا ریخته (به انگلیسی: Instar) (واژه لاتین instar به «ریخت، شکل، شباهت») مرحله‌ای از رشد بندپایان، مانند حشرات، بین هر پوست‌اندازی (ecdysis)، تا رسیدن به بلوغ جنسی است. بندپایان باید اسکلت بیرونی را رها کنند تا رشد کنند یا شکل جدیدی به خود بگیرند. تفاوت بین سنین اغلب در تغییر نسبت بدن، رنگ‌ها، الگوها، تغییر در تعداد بخش‌های بدن یا عرض سر دیده می‌شود. بندپایان جوان پس از ریختن اسکلت بیرونی خود (پوست‌اندازی)، به چرخه زندگی خود ادامه می‌دهند تا زمانی که دوباره شفیره شوند یا پوست اندازی کنند. دوره سنی رشد ثابت است. با این حال، در برخی از حشرات، مانند پروانه ساقه‌خوار سالوینیا، تعداد سنین به تغذیه اولیه لارو بستگی دارد. برخی از بندپایان می‌توانند پس از بلوغ جنسی به رشد خود ادامه دهند، اما مراحل بین این پوست‌اندازی‌های بعدی معمولاً سن نامیده نمی‌شوند.
برای اکثر گونه‌های حشرات، سن مرحله رشد شکل‌های لاروی حشرات همه‌دگردیسی (دگردیسی کامل) یا پورگی حشرات هم نیمفی (دگردیسی ناقص) است، اما یک سن می‌تواند هر مرحله رشدی از جمله شفیره یا ایماگو باشد. در حشرات بالغ، پوست‌اندازی انجام نمی‌شود.